# F7F (航空機)
F7F タイガーキャット
飛行するF7F-2N
(1944年ないし45年撮影)
- 用途：戦闘機、攻撃機
- 分類：艦上戦闘機
- 設計者：ロバート・L・ホール
- 製造者：グラマン航空機エンジニアリング社
- 運用者： アメリカ合衆国（アメリカ海軍、アメリカ海兵隊）
- 初飛行：1943年11月2日
- 生産数：364機
- 生産開始：1943年
- 退役：1954年
- 運用状況：退役

F7F タイガーキャット（Grumman F7F Tigercat ）は、アメリカのグラマン社が開発しアメリカ海軍が第二次世界大戦末期から戦後にかけて運用した双発艦上戦闘機。
愛称の「タイガーキャット(Tigercat)」はトラネコの意。

## 概要
グラマン社が不採用に終わったXF5Fスカイロケットの開発経験を生かして開発した、航空史上でも極めて珍しい制式採用されたレシプロ双発艦上戦闘機となった。

## 歴史
アメリカ海軍は、日本との戦争を睨んで建造計画を進めていた大型航空母艦（後のミッドウェイ級航空母艦）に搭載する双発艦上戦闘機の開発をグラマン社に依頼した。グラマン社は以前に試作双発艦上戦闘機XF5Fを開発・試作しており、採用こそされなかったものの大きな技術の蓄積を得ており、この計画には最適であるとされた。
双発の大型戦闘機であり、制空任務のみならず地上攻撃任務や対艦攻撃任務も視野に入れられており、可能であれば雷撃能力を持つ事が要求されていた。中翼配置（機体構造的には高翼配置に近い）の機体に首輪式の降着装置を持ち、空母上での運用を考慮して左右主翼は上方に折り畳みが可能である。武装は12.7mm機関銃4門を機首に、20mm機関砲4門を主翼に装備している。開発当時の艦上機としてはかなりの大型機だが、2,100馬力のエンジン2基により機動性は高く、F7F-1で最大速度は732km/h（高度6,100m）、上昇率1,320m/minにも達する。
1941年6月に原型機2機の開発契約が結ばれ、社内名称G-51として開発が開始されたが、太平洋戦争が勃発したため初飛行前にまず海兵隊向けとして500機が発注され、F7F-1の制式番号が与えられた。試作機は1943年11月2日に初飛行したが、海軍はグラマン社にまずF4F、F6Fの両艦上戦闘機とTBF艦上攻撃機の生産を優先するよう通達したため、F7Fの生産は後廻しとされた。その結果第二次世界大戦中に若干数が就役したものの、実戦を経験することなく終戦を迎えた。
生産契約は250機で打ち切られたが、生産そのものは戦後の1946年11月まで続けられ、各種の派生型と改良型も開発されて朝鮮戦争に投入され、夜間戦闘機として、また戦術偵察機として活躍した。
F7Fは重量過大と着陸速度が速すぎることが問題とされ、昼間戦闘機型は陸上基地での海兵隊により運用され、航空母艦で運用されたのは夜間戦闘機型に限られた。
1950年代に入ると急速に退役が進み、多くの機体が民間に払い下げられ、森林火災消防機に改造されて運用された。

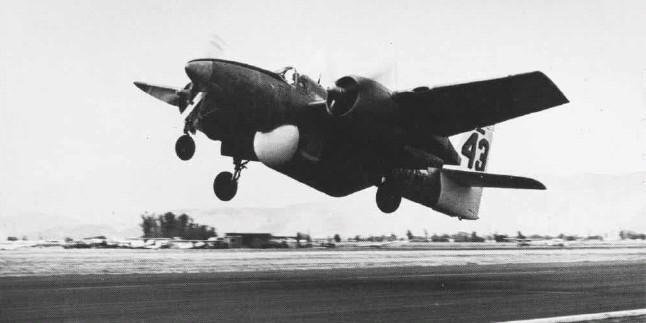
消防機に改造されたF7F
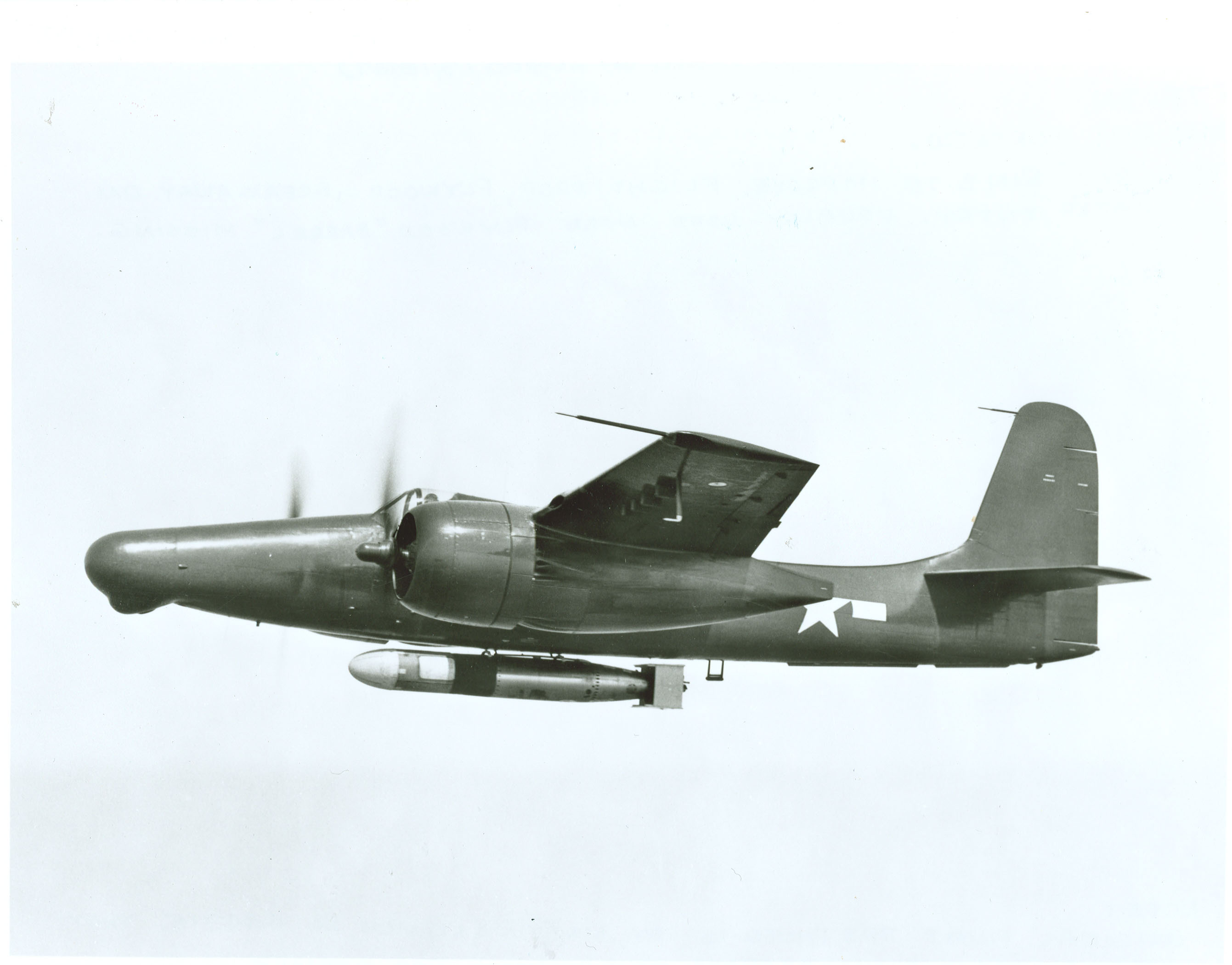
航空魚雷を搭載したF7F
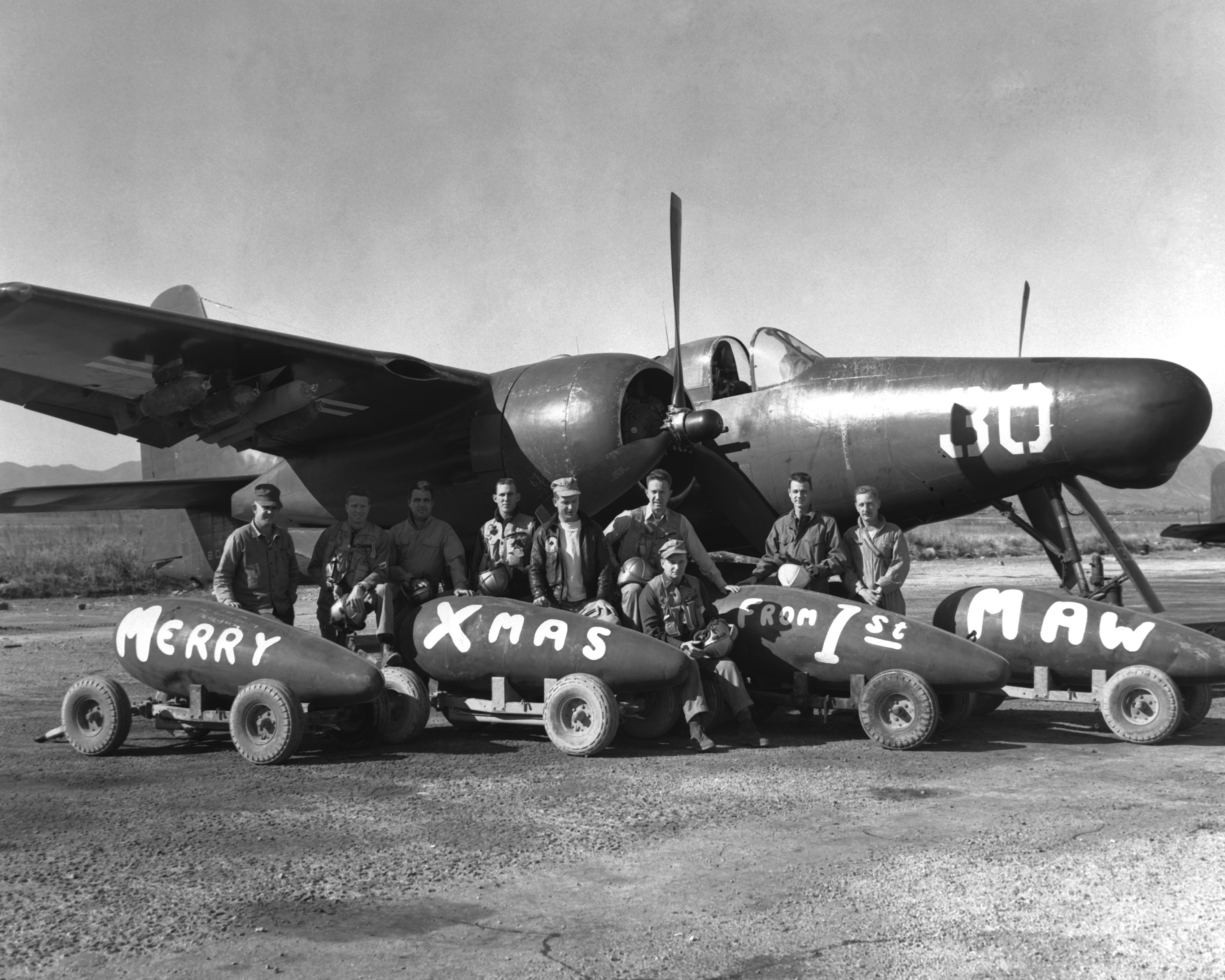
夜間戦闘機型のF7F-3N　朝鮮戦争時、1950年のXmasの撮影

## 諸元

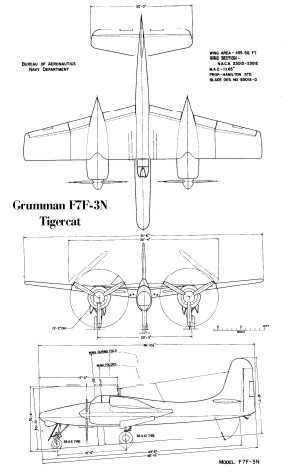
F7F-3N　3面図

| 機体名       | F7F-3 | F7F-3N |
| ------------ | --- | --- |
| 全長         | 45ft 4.5in (13.83m) | 46ft 10.5in (14.29m) |
| 全幅         | 51ft 6in (15.70m) → 32ft 4in (9.86m) ※主翼折り畳み時 | 51ft 6in (15.70m) → 32ft 4in (9.86m) ※主翼折り畳み時 |
| 全高         | 16ft 7in (5.05m) | 16ft 7in (5.05m) |
| 翼面積       | 455ft² (42.27m²) | 455ft² (42.27m²) |
| プロペラ     | ブレード4枚 直径13ft 2in (4.01m) ×2 | ブレード4枚 直径13ft 2in (4.01m) ×2 |
| エンジン     | Pratt & Whitney R-2800-34W (2,100Bhp 最大：2,400Bhp) ×2 | Pratt & Whitney R-2800-34W (2,100Bhp 最大：2,400Bhp) ×2 |
| 空虚重量     | 16,270lbs (7,380kg) | 16,400lbs (7,439kg) |
| 戦闘重量     | 21,720lbs (9,852kg) | 21,476lbs (9,741kg) |
| 翼面荷重     | 233.07kg/m² | 230.45kg/m² |
| 燃料         | 455gal (1,722ℓ) | 375gal (1,420ℓ) |
| 最高速度     | 435mph/22,200ft (700km/h 高度6,767m) | 423mph/21,900ft (681km/h 高度6,675m) |
| 上昇能力     | 4,530ft/m S.L. (23.01m/s 海面高度) 20,000ft (6,096m) まで5分24秒                                                                                           | 4,580ft/m S.L. (23.27m/s 海面高度) 20,000ft (6,096m) まで5分12秒                                                                                           |
| 実用上昇限度 | 40,700ft (12,405m) | 40,800ft (12,436m) |
| 航続距離     | 1,490st.mile (2,398km) ※1×150galタンク搭載時 1,830st.mile (2,945km) ※1×300galタンク搭載時 2,560st.mile (4,120km) ※FERRY 搭載燃料1,055gal (3,994ℓ)          | 1,260st.mile (2,028km) ※1×150galタンク搭載時 1,595st.mile (2,567km) ※1×300galタンク搭載時 2,370st.mile (3,814km) ※FERRY 搭載燃料975gal (3,691ℓ)            |
| 武装         | AN-M3 20mm機関砲 ×4 (弾数計800発) AN/M2 12.7mm機関銃 ×4 (弾数計1,200発)                                                                                    | AN-M3 20mm機関砲 ×4 (弾数計800発) |
| 外部兵装     | 胴体下：2,000/1,600lbs爆弾×1、Mk.13魚雷×1、1,860/1,600lbs機雷×1、Tiny Tim×1 翼下：1,000/500/250/100lbs爆弾×2、650/325lbs爆雷×2、1,000lbs機雷×2、Tiny Tim×2 | 胴体下：2,000/1,600lbs爆弾×1、Mk.13魚雷×1、1,860/1,600lbs機雷×1、Tiny Tim×1 翼下：1,000/500/250/100lbs爆弾×2、650/325lbs爆雷×2、1,000lbs機雷×2、Tiny Tim×2 |

## 派生型

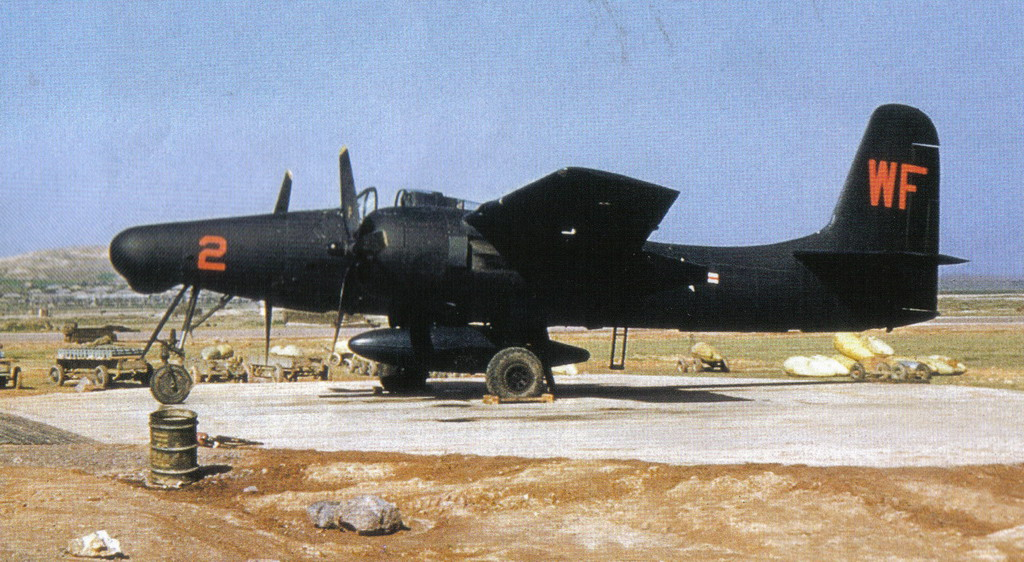
夜間戦闘機型 F7F-3N
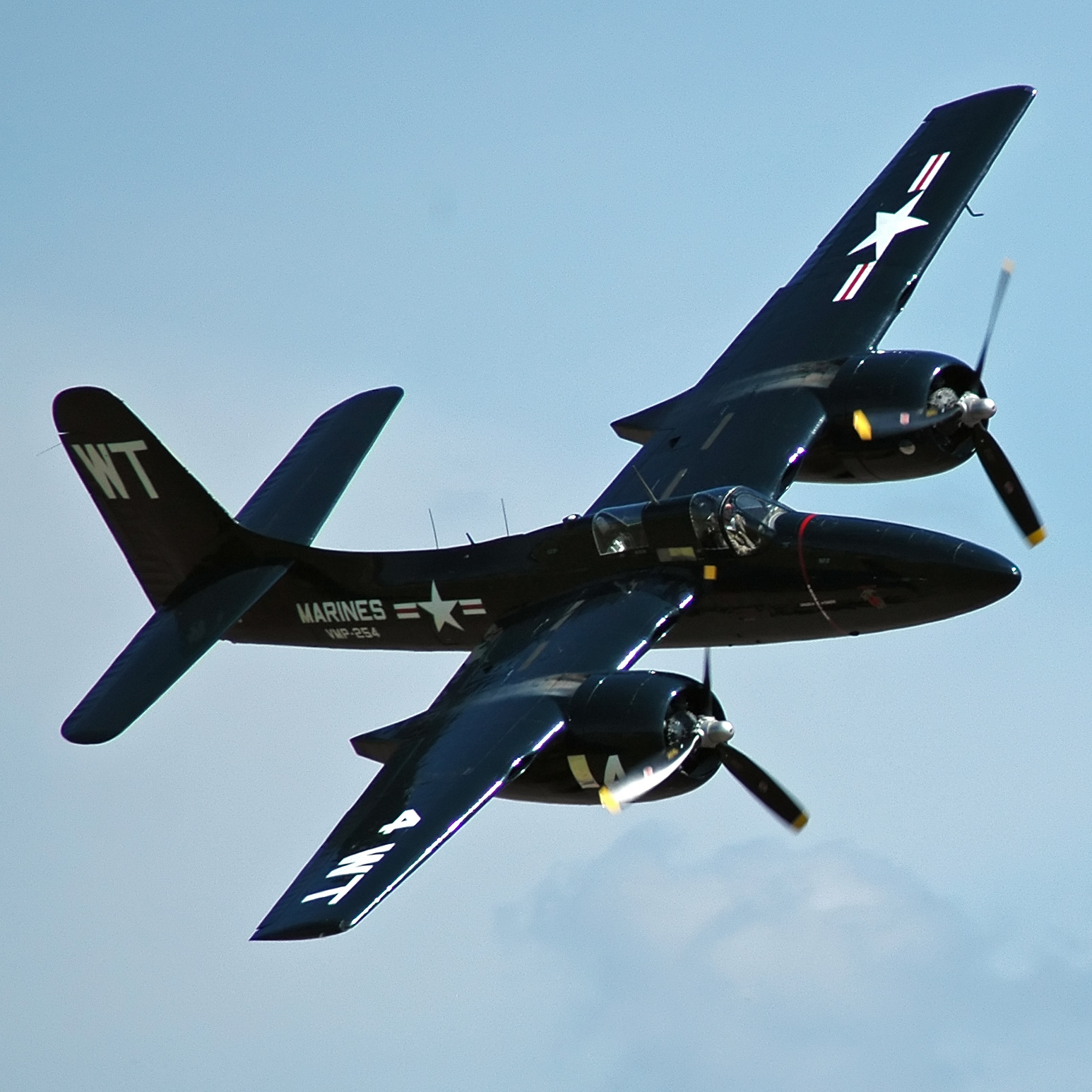
偵察機型 F7F-3P

解説は航空ファンイラストレイテッドNo.73 『第二次大戦米海軍機全集』「グラマンF7F タイガーキャット」（文林堂）より、
XF7F-1/G-51
原型機。2機製作｡発動機はR-2800-27（水噴射装置無し）で、最高速度は690km/h（6,700ｍ）。上昇率1,280m/min。
F7F-1
最初の生産型。発動機が水噴射装置付きのR-2800-22Wである以外、ほぼ原型機と同一。1944年4月初飛行、31機生産。F7F最速の機体。
F7F-1N
F7F-1にAN/APS-6機上レーダーを搭載した夜間戦闘機型。レーダー搭載の代償に機首12,7mm機銃は撤去されているが、機銃口が残されているので外観からは区別が付かない。
F7F-2N
初期名称、F7F-2。レーダー操作員の搭乗する複座夜間戦闘機型。機首機銃は非装備。試作機1機がF7F-1から改装されたほか、65機生産。
F7F-2D
-2Nを終戦後、全機改造してドローン母機にした機体。
F7F-3
発動機を-22Wと同馬力ながらも高空性能の良い、R-2800-34Wエンジンを搭載した強化型。-1よりは速度は低下したが、上昇率は勝る。
F7F-3E
レーダーと爆撃照準器を装備する夜間攻撃型。計画のみで実現しなかった。
F7F-3K
無線操縦によるドローン機。1機のみ改造。
F7F-3N
-3型の複座夜間戦闘機型。新型の大型レーダーSCR-720を備えるので機首部分が大変化している。機首機銃は非装備。
F7F-3P
写真偵察機に改造された機体。機体五箇所にカメラを装備。偵察機であるが、20mmと12.7mm全ての固定武装は健在で空戦可能。61機が改造された。
F7F-4N
最終生産型。AN/APS-19レーダーを搭載した複座夜間戦闘機型。12機生産。機首機銃非装備。重量増大で速度は702km/h（7,470m）まで低下している。
- 夜間戦闘機型 F7F-3N
- 偵察機型 F7F-3P

## XP-65
アメリカ陸軍はXP-50の開発が失敗に終わった時点で、グラマン社がXF5Fに続いて開発に着手していた試作双発艦上戦闘機（後のG-51/XF7Fとなる機体）を陸上型としたものにXP-65の名称を与え、2機の試作発注を行った。
事実上同一の機体が陸海軍双方から発注された形になったが、双方の仕様には多分に異なる個所があり、同一の機体で両方の要求を満たすことは困難であることから、どちらかの開発を優先させなければ開発計画が大幅に遅延する可能性が生じた。
海軍のXF7Fに対する発注は陸軍よりも1ヶ月遅れていたため、このままではXF7FよりもXP-65の開発が優先されかねないと懸念した海軍は、陸軍上層部に対してXP-65の開発計画をキャンセルするよう要求した。
陸軍でもこのまま海軍仕様と並立したままでの機体の開発は計画の遅延を招くだけと判断し、海軍の要求を受け入れXP-65の開発計画を1941年にキャンセルした。

## 現存する機体
所有者が変更している場合がある。
| 型名   | 番号               | 機体写真 | 国名                      | 所有者                                                    | 公開状況 | 状態     | 備考 |
| ------ | ------------------ | -------- | ------------------------- | --------------------------------------------------------- | -------- | -------- | ---- |
| F7F-3  | 80373 C.115 N7654C |          | アメリカ フロリダ州       | 国立海軍航空博物館                                        | 公開     | 静態展示 |      |
| F7F-3N | 80374 C.116 N7629C | 写真     | アメリカ デラウェア州     | ピストゥ・アウェイN7629C有限会社 (Pissed Away N7629C LLC) | 非公開   | 飛行可能 |      |
| F7F-3N | 80375 C.117 N379AK |          | アメリカ ワシントン州     | ジェイムズ・チャールズ・スラタリー氏                      | 非公開   | 飛行可能 |      |
| F7F-3N | 80382 C.124        |          | アメリカ カリフォルニア州 | プレーンズ・オブ・フェイム航空博物館                      | 公開     | 保管中   |      |
| F7F-3P | 80390 C.132 N700F  |          | アメリカ テキサス州       | ルイス・エア・レジェンズ                                  | 公開     | 飛行可能 |      |
| F7F-3  | 80404 C.146        |          | アメリカ フロリダ州       | ファンタジー・オブ・フライト                              | 公開     | 保管中   |      |
| F7F-3  | 80410 C.152        |          | アメリカ アリゾナ州       | ピマ航空宇宙博物館                                        | 公開     | 静態展示 |      |
| F7F-3  | 80412 C.154 N207F  |          | アメリカ カリフォルニア州 | パームスプリングス航空博物館                              | 公開     | 飛行可能 |      |
| F7F-3P | 80425 C.167 N909TC |          | アメリカ                  | アヴスター株式会社(Avstar Inc.)                           | 非公開   | 飛行可能 |      |
| F7F-3  | 80483 C.225 N6178C |          | アメリカ ワシントン州     | ヒストリック・フライト財団 (Historic Flight Foundation)   | 公開     | 飛行可能 |      |
| F7F-3P | 80503 C.245 N805MB |          | アメリカ テキサス州       | ルイス・エア・レジェンズ                                  | 公開     | 飛行可能 |      |
| F7F-3  | 80532 C.274 N7195C | 写真     | アメリカ アーカンソー州   | ローレンス・クラシックス有限会社 (LAWRENCE CLASSICS LLC)  | 非公開   | 飛行可能 |      |

## 登場作品

### ゲーム
『鋼鉄の咆哮 ウォーシップコマンダー』
アメリカ型の航空機として登場。夜間飛行は不可能で爆弾は搭載されず、機関砲のみの装備となっている。